# لنفوم
لنفوم (به انگلیسی: Lymphoma) گروهی از تومورهای یاخته‌های خون‌ساز و بافت‌های لنفی است که از لنفوسیت‌ها به وجود می‌آید. گاهی واژهٔ لنفوم تنها به تومورهای سرطانی اشاره دارد و به همهٔ تومورها گفته نمی‌شود. نشانگان این بیماری شامل این موارد هستند: بزرگ شدن گره‌های لنفاوی که معمولاً بدون دَرد هستند، تب، تعرق، خارش، کاهش وزن، احساس خستگی و دیگر علائم. تعرق معمولاً در شب صورت می‌گیرد.
دو گونهٔ عمدهٔ لنفوم، لنفوم هاجکین (HL) و لنفوم غیرهاجکین (NHL) هستند. این بیماری شامل دو نوع دیگر نیز هست. مولتیپل میلوما و بیماری‌های پرولیفراتیو دستگاه ایمنی نیز از سوی سازمان جهانی بهداشت (WHO) جزء این دسته شناخته شده‌اند. حدود ۹۰٪ بیماران دچار لنفوم غیرهاجکین هستند که زیرمجموعه‌های بسیاری را در بر می‌گیرد مثل لنفوم جلدی سلول تی. لنفوم زیر مجموعهٔ نئوپلاسم‌ها است، که به آن‌ها تومور بافت‌های خون ساز و لنفاوی می‌گویند.
عوامل خطرساز لنفوم هاجکین شامل این موارد هستند: عفونت‌های ناشی از ویروس اپشتین–بار و وجود افرادی در خانواده که به این بیماری دچار بوده‌اند. عوامل خطرساز لنفوم غیرهاجکین شامل این موارد هستند: بیماری‌های خودایمنی، ایدز آلودگی به ویروس تی-لنفوتروپیک انسانی، خوردن مقادیر زیاد گوشت و چربی، داروهای سرکوبگر سیستم ایمنی و برخی آفت‌کش‌ها. تشخیص این بیماری معمولاً از طریق خون، ادرار، یا تست مغز استخوان صورت می‌گیرد. بافت‌برداری (بیوپسی) از یک گرهٔ لنفاوی نیز می‌تواند مفید باشد. تصویربرداری پزشکی در مرحلهٔ بعد می‌تواند به کار گرفته شود تا تعیین کند که آیا سرطان گسترش پیدا کرده و در صورت گسترش در چه نواحی گسترش یافته‌است. سرطان می‌تواند در بسیاری از اعضای بدن گسترش پیدا کند از جمله شش‌ها، کبد و مغز.
درمان بیماری می‌تواند ترکیبی از شیمی‌درمانی، پرتودرمانی، نوردرمانی، درمان هدفمند و جراحی باشد. در لنفوم‌های غیرهاجکین، ممکن است غلظت پروتئین در خون به حدی افزایش یابد که انجام فرآیندی به نام پلاسمافرزیس ضروری گردد. صبر آگاهانه می‌تواند برای انواع خاصی از این بیماری مفید باشد. شماری از گونه‌ها قابل درمان هستند. به‌طور کلی، میزان بقای پنج سالهٔ بیماری در ایالات متحده برای لنفوم هاجکین ۸۵٪ است. اما این میزان برای لنفوم غیرهاجکین ۶۹٪ است. در سطح جهان در سال ۲۰۱۲، شمار ۵۶۶۰۰۰ نفر به این بیماری مبتلا شدند و ۳۰۵۰۰۰ نفر از مبتلایان جان باختند. این دسته از سرطان ۳–۴٪ همهٔ سرطان‌ها را در بر می‌گیرد. از این رو، این دسته، هفتمین گروه رایج سرطان است. در میان کودکان، این گروه سومین نوع رایج سرطان است. شیوع بیماری در کشورهای توسعه‌یافته بیشتر از کشورهای در حال توسعه است.

## شیوع
در ایالات متحده لنفوم ششمین سرطان شایع در بین افراد بالغ و سومین سرطان شایع در کودکان است. لنفوم‌ها به دو دستهٔ اصلی تقسیم می‌شوند: لنفوم هاجکین (Hodgkin's Lymphoma) و لنفوم غیرهاجکین (Non-Hodgkin's Lymphoma). تفاوت این دو بیماری در نوع و سرمنشأ سلول بدخیم است. علاوه بر این، سیر این دو بیماری و پاسخ آن‌ها به درمان نیز تفاوت قابل توجهی نشان می‌دهد.

## تشخیص
تشخیص لنفوم بدخیم یکی از کارهای بسیار چالش‌برانگیز در هیستوپاتولوژی است. درحالی‌که بسیاری از موارد را می‌توان از داده‌های هیستوموروفولوژی و ایمونوهیستوشیمی تشخیص داد. اما در مواردی تمایز بین یک فرایند واکنشی (Rearrangement) و لنفوم بدخیم بسیار مشکل است. در این شرایط می‌توان از روش جدید تشخیص کلونالیته با استفاده از تجزیه و تحلیل مولکولی با روش واکنش زنجیره‌ای پلیمراز (PCR) استفاده کرد.
این کیت بر اساس پروتکل استاندارد جهانی EuroClonality/BIOMED-2 طراحی شده‌است که با استفاده از بازآرایی ایمونوگلوبولین (IG) و ژن TCR برای تشخیص لنفوسیت‌های بی و تی تشخیص را بسیار ساده‌تر و دقیق‌تر می‌کند و همچنان می‌توان با اطمینان به منشأ سرطان که از کدام نوع سلول‌های بی یا تی است پی برد و جابه‌جایی کروموزومی و کلونالیته این سلول‌ها را بررسی کرد.
این آزمایش را می‌توان با نمونه‌های بافت (FFPF)، یخ‌زده (Frozen)، خون کامل و مایع مغز استخوان انجام داد. برای هر نمونه هر سه بخش FR3-JH , FR1-JH ,FR2-JH مورد بررسی قرار می‌گیرد و به ازای هر نمونه کنترل‌های مثبت برای مونوکلونال و پلی‌کلونال در کیت قرار دارد.

## طبقه‌بندی
سازمان جهانی بهداشت لنفوم‌ها را به ۶ گروه اصلی طبقه‌بندی کرده‌است که هر کدام از آن‌ها نیز دارای زیر گروه‌هایی هستند:
1. نئوپلاسم‌های لنفوئیدی پیش‌ساز (Precursor Lymphoid Neoplasms)

- - لوسمی/لنفوم لنفوبلاستیک سلول بی طبقه‌بندی نشده (B lymphoblastic leukemia / lymphoma NOS)
  - لوسمی/لنفوم لنفوبلاستیک سلول بی با اختلالات ژنتیکی متعدد (B lymphoblastic leukemia / lymphoma with recurrent genetic abnormalities)
  - لوسمی/لنفوم لنفوبلاستیک سلول بی با جابه‌جایی t(۹;۲۲); bcr-abl۱
  - لوسمی/لنفوم لنفوبلاستیک سلول بی با جابه‌جایی t(v;11q23); MLL rearranged
  - لوسمی/لنفوم لنفوبلاستیک سلول بی با جابه‌جایی t(12:21); TEL-AML۱ & ETV6-RUNX۱
  - لوسمی/لنفوم لنفوبلاستیک سلول بی همراه با هایپرپلوئیدی (Hyperploidy)
  - لوسمی/لنفوم لنفوبلاستیک سلول بی همراه با هایپوپلوئیدی (Hypodiploidy)
  - لوسمی/لنفوم لنفوبلاستیک سلول بی با جابه‌جایی t(۵;۱۴); IL3-IGH
  - لوسمی/لنفوم لنفوبلاستیک سلول بی با جابه‌جایی t(۱;۱۹); E2A-PBX۱ & TCF3-PBX۱
  - لوسمی/لنفوم لنفوبلاستیک سلول تی (T lymphoblastic leukemia / lymphoma)

1. نئوپلاسم‌های سلول بی بالغ (Mature B-Cell Neoplasms)
2. نئوپلاسم‌های سلول تی و سلول کشندهٔ طبیعی بالغ (Mature T-Cell & NK-Cell Neoplasms)
3. لنفوم هاجکین (Hodgkin lymphoma)
4. اختلالات لنفوپرولیفراتیو بعد از پیوند (Post-Transplant Lymphoproliferative Disorders)
5. نئوپلاسم‌های هیستیوسیتیک و سلول دندریتیک (Histiocytic and Dendritic Cell Neoplasms)